# Francesco Tomasoni
Francesco Tomasoni (* 15. November 1947 in Brescia, Lombardei) ist ein italienischer Philosoph und Hochschullehrer.

## Leben
Tomasoni studierte katholische Theologie an der "Pontificia Universitas Gregoriana" (Rom) und Philosophie an der Staatlichen Universität Mailand. Er lehrte Geschichte der neueren Philosophie an der Universität Piemonte Orientale (Vercelli). Seit 1989 ist er Vizepräsident der Internationalen Gesellschaft der Feuerbach-Forscher "Societas ad studia de hominis condicione colenda. " (Zürich, Berlin, Münster). Mit Ursula Reitemeyer-Witt und Takayuki Shibata ist er Herausgeber der Internationalen Feuerbachforschung bei Waxmann (Münster). Er ist auch Mitglied des wissenschaftlichen Beirats der "Accademia cattolica di Brescia" und des Verlags "Morcelliana".
Schwerpunkte seiner Forschungen sind die deutsche Aufklärung und der Idealismus, auch in Bezug auf das Judentum; außerdem Ludwig Feuerbach, von dem er zum ersten Mal wichtige Handschriften veröffentlichte.

## Schriften (Auswahl)

### Autor
- Ludwig Feuerbach und die nicht-menschliche Natur, Das Wesen der Religion: die Entstehungsgeschichte des Werks, rekonstruiert auf der Grundlage unveröffentlichter Manuskripte, Stuttgart – Bad Cannstatt, Frommann-Holzboog 1990, ISBN 3-7728-1354-2.
- Modernity and the final Aim of History. The Debate over Judaism from Kant to the young Hegelians, Dordrecht / Boston / London, Kluwer Academic Publishers[7] 2003, ISBN 1-4020-1594-1.
- Christian Thomasius. Geist und kulturelle Identität an der Schwelle zur europäischen Aufklärung,  Münster, Waxmann 2009, ISBN 978-3-8309-2066-3.
- Ludwig Feuerbach. Entstehung, Entwicklung und Bedeutung seines Werkes, Münster, Waxmann 2015, ISBN 978-3-8309-3213-0.

### Herausgeber
- mit H.-J. Braun, H.-M. Sass, W. Schuffenhauer, Feuerbach und die Philosophie der Zukunft, Berlin, Akademie Verlag 1990, ISBN 3-05-001065-7.
- mit W. Jaeschke, Ludwig Feuerbach und die Geschichte der Philosophie, Berlin, Akademie Verlag 1998, ISBN 3-05-003306-1.
- mit U. Reitemeyer, T. Shibata, Ludwig Feuerbach (1804–1872), Münster, Waxmann  2006, ISBN 3-8309-1626-4.
- mit U. Reitemeyer, T. Shibata, Ludwig Feuerbach und der Judaismus, Münster, Waxmann 2009, ISBN 978-3-8309-2204-9.